# Сан Манго Пиемонте
Сан Ма̀нго Пиемо̀нте (на италиански: San Mango Piemonte) е малко градче и община в Южна Италия, провинция Салерно, регион Кампания. Разположено е на 240 m надморска височина. Населението на общината е 2644 души (към 2010 г.).